# San Agustín del Guadalix
San Agustín del Guadalix är stad och kommun i Spanien.   Den ligger i den autonoma regionen Madrid, i den centrala delen av landet, 30 km norr om huvudstaden Madrid. Antalet invånare är 13 762.
San Agustín del Guadalix är en del av den så kallade Norte Metropolitano de Madrid, tillsammans med kommunerna Alcobendas, Algete, Cobeña, Colmenar Viejo, San Sebastián de los Reyes och Tres Cantos. De främsta kännetecknen för Norte Metropolitano är dess närhet till huvudstaden, dess många anslutningsmöjligheter och tillgänglighet i kollektivtrafiken och ekonomisk dynamik.